# Полянка (приток Вытебети)

Полянка — река в России, протекает в Ульяновском районе Калужской области. Устье реки находится в 44 км по левому берегу реки Вытебеть. Длина реки составляет 12 км. На реке расположено село Афанасово, деревни Грабково и Мелехово.

## Данные водного реестра
По данным государственного водного реестра России относится к Окскому бассейновому округу, водохозяйственный участок реки — Ока от города Белёв до города Калуга, без рек Упа и Угра, речной подбассейн реки — бассейны притоков Оки до впадения Мокши. Речной бассейн реки — Ока.
По данным геоинформационной системы водохозяйственного районирования территории РФ, подготовленной Федеральным агентством водных ресурсов:
- Код водного объекта в государственном водном реестре — 09010100512110000020117
- Код по гидрологической изученности (ГИ) — 110002011
- Код бассейна — 09.01.01.005
- Номер тома по ГИ — 10
- Выпуск по ГИ — 0